# Kostel svatého Niziera
Kostel svatého Niziera je gotický kostel, který se nachází v centru Lyonu.

## Historie
Kostel má bohatou historii, která se datuje do raně křesťanské doby. V druhém století stával na místě kostela římský náboženský monument. Místo kostela je spojováno s umučením 48 lyonských křesťanských mučedníků v roce 177. V pátém století zde byla vybudována bazilika s uchováním ostatků prvních mučedníků a byla nazvána "kostelem svatých apoštolů". V šestém století zde byli pohřbíváni lyonští biskupové, v osmém století byl pak kostel zpustošen nájezdy Saracénů. Následně byl kostel přestavěn biskupem Leidrade, který zde zřídil kapitulu. Ve dvanáctém století se kostel stal městskou farností, ke které patřil bohatý obchodník Petr Valdes. Ten se vzdal bohatství a obrátil se k životu v radikální evangelijní chudobě.
Od konce 14. století byl kostel několikrát přebudováván. Dnešní podoba kostela pochází z 19. století. Architektonickou zajímavostí jsou dvě asymetrické věže kostela, neboť jedna pochází z 15. století a druhá z 19. století.